# Nkongsamba III
Nkongsamba III (ou Nkongsamba 3e) est une commune d'arrondissement de la communauté urbaine de Nkongsamba, département du Moungo dans la région du Littoral au Cameroun. Elle a pour chef-lieu le quartier Mbaressoumtou.

## Géographie
La commune urbaine et rurale traversée par la route nationale 5 (axe Douala-Bafoussam) s'étend au sud de la commune de Nkongsamba II. Elle est limitée au sud par l'arrondissement de Nlonako (commune d'Eboné).
| Manjo | Nkongsamba II  | Nkongsamba II |
| Eboné | Nkongsamba III | Nkongsamba I  |
| Eboné | Eboné          | Nkongsamba I  |

## Histoire
La commune d'arrondissement est créée en 2007 par démembrement de l'ancienne commune de Nkongsamba.

## Administration
Elle est dirigée par un maire depuis 2007.
| Période     | Identité                             | Parti | Notes |
| ----------- | ------------------------------------ | ----- | ----- |
| depuis 2020 | Yvonne Eyidi née Ebodiam             | RDPC  |       |
| 2007 - 2020 | Elise Henriette Mboula épouse Essamé | RDPC  |       |

## Chefferies traditionnelles
L'arrondissement de Nkongsamba III compte 13 chefferies de 3e degré reconnues par le ministère de l'administration du territoire et de la décentralisation.
- Ediengo
- Ekolbouni
- Elimbo
- Mangwekan
- Mbaressoumtou Aviation
- Mbaressoumtou Rails
- Mbouassoum
- Mouanguel
- Ekolmbeng
- Ndokou
- Ngwa
- Ninong
- Nzobi

## Quartiers et villages
La commune est constituée de 6 quartiers et villages :

### Nkongsamba Ville
- Mbaressoumtou Aviation
- Mboriko
- Ekol-Mbeng
- Poola
- Mbaressoumtou Rail Village

### Baneka
- Ngwa

## Population
La population relevée lors du recensement de 2005 atteint 15 795 habitants, dont 15 280 pour Nkongsamba Ville, elle est constituée de l'ethnie autochtone banéka et d’halogènes : Mbo, Bamiléké, Béti, Haoussa, Bassa, Anglophones.

## Enseignement
La commune-arrondissement de Nkongsamba III compte en 2017, 14 écoles maternelles pour 574 élèves et 23 écoles primaires pour 2 571 écoliers. L'enseignement secondaire général compte 3 680 élèves, l'enseignement secondaire technique 136.
- Lycée bilingue de Nkongsamba

## Santé
Le CSI, Centre de Santé Intégré d’Ekol-Mbeng relève du district sanitaire de Nkongsamba.

## Cultes
La paroisse protestante de Mbaressoumtou relève du district de Baneka dans la région synodale du Moungo-Nord de l'Église évangélique du Cameroun EEC.

## Économie
- Marché moderne de Poola

## Transports
La gare routière de Nkongsamba 3e établie en 2019 est réaménagée depuis 2022, elle comporte un parking de 5 000 m2, 14 boutiques, une terrasse de 100 places assises, 36 toilettes classiques, 6 toilettes VIP, des commerces de produits locaux et exotiques.

## Tourisme et culture
Les chutes de Ngwa, ou chute Kone se trouve à 5 km au sud de Nkongsamba-centre à l'est de la route de Douala sur les pentes du Mont Nlonako.